# Yo puta
Yo puta è un film documentario del 2004 diretto da María Lidón (in arte Luna).
Il film, con protagoniste Daryl Hannah e Denise Richards, è tratto dall'omonimo romanzo-inchiesta di Isabel Pisano.

## Trama
Tra realtà e fiction, documentario sul mondo della prostituzione dove agli attori si alternano testimonianze delle protagoniste vere che si raccontano: una giornalista sta conducendo un'inchiesta sulla prostituzione, intanto le sue due vicine di casa stringono amicizia. Una è una studentessa con problemi di soldi, l'altra un'attrice senza ingaggio che trova i soldi per l'affitto prostituendosi in un club.

## Produzione
Fu realizzato con un budget di 5 milioni di dollari.

## Distribuzione e promozione
Il film fu distribuito in più di 60 Paesi. Nel 2004 la pellicola partecipò alla settima edizione del Festival di Malaga.

## Accoglienza
Al 2011, il film figurava tra le pellicole spagnole con il peggiore punteggio su Rotten Tomatoes. Tra le accuse mosse, un critico del New York Times derubricò l'inserimento della parte di fiction come il tentativo di inserire star internazionali appetibili per il mercato statunitense. Anche Variety, definendolo «popumentario», si accanì sulla debolezza della trama della sezione narrativa, nonché sul didascalismo della parte documentaria, salvando però alcuni aspetti tra cui il finale che riscattava il prezzo del biglietto. Fu apprezzata inoltre la fotografia del direttore Ricardo Aronovich.

## Riconoscimenti
- Candidatura alla Biznaga d'oro al Festival di Malaga 2004 per María Lidón[senza fonte]

## Colonna sonora
Nella colonna sonora figurano un brano di Mina (Il pazzo) e uno di La Mala Rodríguez (Jugadores, jugadores).